# Horst Tomayer

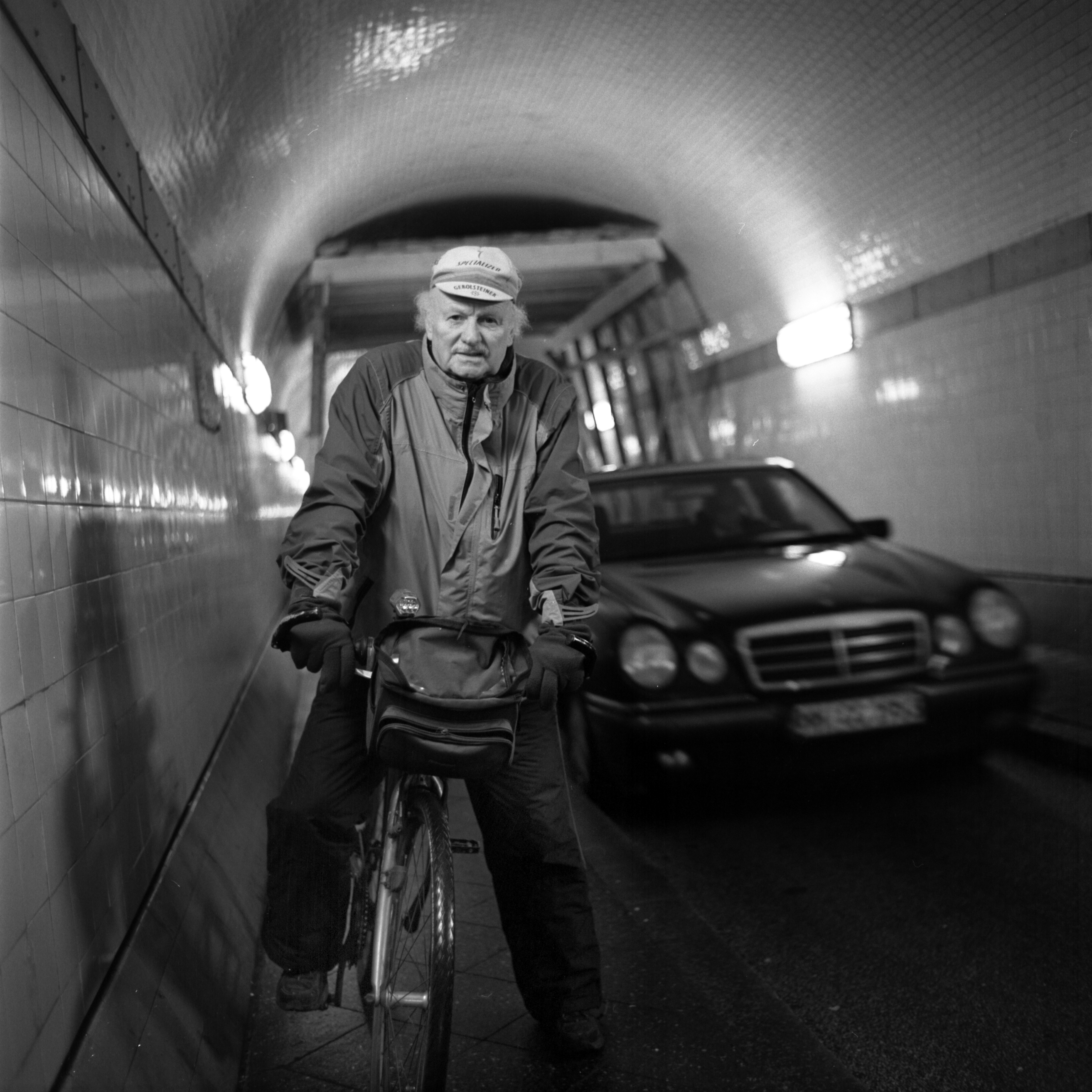
Horst Tomayer. Still aus Cycling to Liberation (2009)

Horst Tomayer (* 1. November 1938 in Asch; † 13. Dezember 2013 in Hamburg) war ein deutscher Dichter, Kolumnist und Schauspieler. Seine Kolumne Tomayers ehrliches Tagebuch erschien von 1982 bis 2013 in der Monatszeitschrift Konkret.

## Leben
Nach einer Lehre als Versicherungskaufmann war Tomayer laut Selbstbeschreibung „Kriegsdienstverweigerer, Pflastermaler, IM ‚Niete‘ beim MfS, Praktikant bei Wolfgang Neuss, mit Stefan Aust Kolumnist der St. Pauli-Nachrichten und Darsteller in vielen Soap Operas“.
In den 1970er Jahren arbeitete Tomayer beim Berliner Extra-Dienst und war Autor zahlreicher Radio-Beiträge, vor allem in der WDR-Sendung Kritisches Tagebuch. Als Mitarbeiter der Monatszeitschrift konkret führte er in den 1980er Jahren zahlreiche verdeckte Telefongespräche mit hohen Beamten, Unternehmern, Würdenträgern und entlockte ihnen, indem er sich als „typisch bayerischer“ Reaktionär ausgab, erstaunliche Äußerungen, die sodann in der Zeitschrift erschienen. So telefonierte er unter anderem mit der Stimme von Luis Trenker mit Ernst Jünger, was dieser in seinen später veröffentlichten Tagebüchern erwähnte – bis zum Schluss nicht wissend, dass es sich um einen Scherz Tomayers gehandelt hatte.
Seine Kolumne Tomayers ehrliches Tagebuch erschien bis kurz vor seinem Tod in konkret. Mit dem Herausgeber Hermann L. Gremliza trat er als Vortragskünstler in der Reihe Sehr gemischtes Doppel auf.
Das Bundesverfassungsgericht entschied im Jahre 1990 letztinstanzlich, dass Tomayers Deutschlandlied ’86, eine Parodie auf das Lied der Deutschen, als Satire und somit als Kunst zu gelten habe. Tomayer war angeklagt worden, den Staat und seine Symbole u. a. mit den Zeilen „Deutsche Türken, deutsche Pershings / Deutscher BigMäc, deutscher Punk / Sollen in der Welt behalten / Ihren alten schönen Klang“ verunglimpft zu haben.
Tomayer spielte weiterhin Nebenrollen in Fernseh- und Kinofilmen, unter anderem in den Otto-Filmen, in den Fernsehserien Tierarzt Dr. Engel, Der König von Bärenbach und Kir Royal, in den beiden „7 Zwerge“-Filmen Männer allein im Wald und Der Wald ist nicht genug sowie in Wenzel Storchs Film Die Reise ins Glück (Stimme des weißen Kaninchens). In Hans-Christoph Blumenbergs Film Rotwang muß weg! spielte er 1994 eine der Hauptrollen als „Bruno Ringeltaub“.
Er starb am 13. Dezember 2013 an den Folgen einer Krebserkrankung.

## Schriften
- Neuss’ Testament. Mit Wolfgang Neuss. rororo 891, Rowohlt, Reinbek bei Hamburg 1966; NA: herausgegeben und dokumentiert von Volker Kühn. Syndikat, Frankfurt am Main 1985, ISBN 3-434-46055-1
- Lachend in die 80er? VSA, Berlin 1976, ISBN 3-87975-091-2
- Tomayers deutsche Gespräche. Konkret, Hamburg 1987, ISBN 3-922144-37-3
- Endlich. Postrevolutionäre Kunst im IV. Reich. (Mit Ernst Kahl, Wiglaf Droste und Max Goldt). Neue Gesellschaft für Bildende Kunst, Berlin 1990, ISBN 3-926796-13-8
- Hirnverbranntes und Feinziseliertes. Zinnober, Hamburg 1990, ISBN 3-89315-008-0
- Die Stunde der Männertränen. Tiamat, Berlin 1995, ISBN 3-923118-54-6
- Tomayers ehrliches Tagebuch. Konkret, Hamburg 1996, ISBN 3-930786-07-9
- German Poems. Nautilus, Hamburg 2002, ISBN 3-89401-341-9
- German Poems. Mit Zeichnungen von Ernst Kahl. Konkret, Hamburg 2018 (= konkret Texte 73), ISBN 978-3-930786-84-8

## CD
- Interessieren Sie sich für Sexualität? Audio-CD, Live-Mitschnitte von Auftritten im Roten Salon Berlin, in Braunschweig und im Toten Salon am Hamburger Thalia Theater. Bittermann, Berlin 2005, ISBN 3-89320-092-4

## DVD
- Das sehr gemischte Doppel. Getrennt dichten – vereint vortragen (mit Hermann L. Gremliza), ISBN 3-930786-48-6.

## Zitate über Tomayer
„Horst Tomayer hat sich um das deutsche Gedicht verdient gemacht.“

„Seit Dezennien leuchtet mir der deutsche Dichter Tomayer durch alle Finsternisse.“

„Wer so exzellent dichtet, der hat in Deutschland sein angeborenes Recht auf hochdotierte Literaturpreise verwirkt. Horst Tomayer scheint sich damit abgefunden zu haben, dass er sowohl von der Literaturkritik als auch von der Preisjurorenmafia links liegengelassen worden ist. Ich aber sage euch, dass der späte Horst Tomayer nicht nur als Dichter ein Gigant ist, sondern auch als Vortragskünstler.“